# Wikipedia tiếng Esperanto
Wikipedia tiếng Esperanto là phiên bản tiếng Esperanto của Wikipedia. Website được kích hoạt lần đầu tiên vào ngày 11 tháng 5 năm 2001.